# Creobroter fasciatus
Creobroter fasciatus es una especie de mantis de la familia Hymenopodidae.

## Distribución geográfica
Se encuentra en Célebes (Indonesia).